# Protestele din Irak din 2019–2021
Protestele din Irak, denumite, de asemenea, Revoluția Tishreen și Intifada Irakiană din 2019, au fost o serie de proteste care au constat în demonstrații, marșuri, sit-in-uri și neascultare civilă. Au început la 1 octombrie 2019, dată stabilită de activiștii civili pe rețelele de socializare, răspândite în provinciile centrale și de sud ale Irakului, pentru a protesta 16 ani de corupție, șomaj și servicii publice ineficiente, înainte de a escalada apelurile pentru răsturnarea administrație și pentru a opri intervenția iraniană în Irak. Guvernul irakian a fost acuzat că a folosit gloanțe, lunetiști, apă caldă și gaze lacrimogene împotriva protestatarilor. Protestele s-au oprit la 8 octombrie și au fost reluate la 24 octombrie. Primul ministru Adil Abdul-Mahdi a anunțat la 29 noiembrie că va demisiona. Potrivit BBC, ei solicită sfârșitul sistemului politic, care a existat de când invazia condusă de SUA a eliminat pe Saddam Hussein și a fost marcată de divizări sectare. Este cea mai mare tulburare de la încheierea guvernului Saddam Hussein.

## Vezi
- Protestele din Irak din 2018
- Protestele din lumea arabă din 2010–2011 (Primăvara Arabă)